# 세라믹

고려 청자

세라믹(ceramics) 또는 세라믹은 열과 냉각 활동으로 마련된 무기 화합의, 비금속 고체이다. 점토 등 천연의 원료를 사용해서 만들며, 용기로 사용되어 왔다. 이에 대하여 파인 세라믹스(fine ceramics)는 고순도의 인공 원료를 사용해서 만들며, 전자재료, 정밀기계 재료 등 다양한 용도에 쓰인다. 세라믹스는 금속과는 반대로 전기를 잘 전도하지 않을 뿐 아니라, 유기 재료와는 달리 고온에도 잘 견딘다는 것이 특징이다.
일반적으로 세라믹은 수정처럼 원자들이 규칙적으로 배열된 형태를 띠고 있기 때문에, 무기 화합의 세라믹으로 한정하여 세라믹을 지칭하기도 한다. 그러나 그렇지 않은 형태의 세라믹도 모두 포함할 수 있다.
인류가 만든 최초의 세라믹은 도자기류이며, 기원전 27000년 경에 점토로 만들어 구운 조각상을 예로 들 수 있다.
세라믹(ceramic)이라는 낱말은 그리스어 κεραμικός (커라미코스)에서 온 것으로 도기를 뜻하며 인도유럽어족의 낱말 커(ker)는 열을 뜻한다. 세라믹은 요업 제품, 물질, 또는 제조 과정을 모두 가리킨다.

## 종류
- 도자기
- 유리
- 시멘트
- 석고
- 법랑 - 그러나 이것은 금속 기판에 유약 피막을 입힌 것이기 때문에 협의의 세라믹에 포함되지 않는다.

그 외 구조적으로 벽돌, 타일 등도 세라믹의 종류에 포함된다.

## 특징
세라믹스는 최근에는 생체재료로도 쓰인다. 파인 세라믹스는 금속이나 플라스틱에 비하여 녹이 슬지 않고 불에 타지 않으며 손상되지 않는 특징을 지닌다.
거기에 전자기적, 광학적, 기계적, 생체공학적으로 뛰어난 특성을 갖는 것이 많다. 파인 세라믹스의 주요한 응용으로는 텔레비전, 에어컨 등 가전제품의 각종 소자, 집적회로의 기반, 콘덴서, 가스누출 센서, 헤어 드라이어, 가스 레인지의 점화장치, 스페이스 셔틀의 내열 타일 등이 있다.
하지만 신축성이 없고 부서지기 쉬운 단점도 있다. 한편 바이오 세라믹스는 생체물질 대용으로 사용하는 세라믹스로서 열에 강하고, 약품에 잘 견디며, 잘 긁히지 않고 변형이 거의 없다. 또 생물이나 인체에 해를 입히지 않는다. 바이오 세라믹스의 한 종류인 다공질 세라믹스는 인공치아나 인공뼈, 효소반응 운반체로 널리 쓰인다.
또한 바이오 세라믹스는 맥주의 맛을 좋게 하는 증류 필터나 음식물을 오랫동안 신선하게 보관하기 위한 그릇으로도 이용된다.

## 관련 학회
- 한국세라믹학회

## 같이 보기
- 세라믹 공학
- 도예
- 항아리